# Fermentación butírica
La fermentación butírica fue descubierta por Louis Pasteur en la conversión de los glúcidos en ácido butírico por acción de bacterias  en ausencia de oxígeno, se produce a partir de la lactosa con formación de ácido butírico y gas. Es característica de las bacterias del género Clostridium y se caracteriza por la aparición de olores pútridos y desagradables.
Se puede producir durante el proceso de ensilado sólo si la cantidad de azúcares en el pasto no es lo suficientemente grande como para producir una cantidad de ácido láctico que garantice un pH inferior a 5. También se puede caracterizar por ser de respiración anaerobia.